# Kattenburgerplein
Kattenburgerplein (« Place de Kattenbourg » en néerlandais) est une place dans le quartier des Oostelijke Eilanden (Îles orientales) du centre d'Amsterdam aux Pays-Bas. La place est nommée d'après un des quartiers d'Amsterdam, Kattenburg.